# Dörsdorf (Lebach)
Dörsdorf (im Volksmund "Däschdersch") ist mit einer Höhenlage von 400 bis 430 m der höchstgelegene Stadtteil Lebachs und der zugleich östlichste Ort des Kreises Saarlouis. Der Ort liegt an der Einmündung der L 304 in die L 145. Unweit östlich verläuft die A 1.

## Beschreibung
Die Bergkuppen, die das Dorf umgeben, haben eine Höhe von 440 bis 480 m. Von ihrem vulkanischen Ursprung zeugen die Melaphyrrauschen in den Wäldern auf ihren Abhängen, die ehemaligen Melaphyrsteinbrüche auf der Höhe der "Starz" und das Naturdenkmal "Krummer Stein". Das Naturschutzgebiet "Steinbachaue bei Dörsdorf" zeichnet sich durch eine Vielzahl seltener Pflanzenarten aus. 
Der "Durstdorfer Bann" gehört zum Naturpark Saar-Hunsrück. Der Dörsdorfer Rundwanderweg führt vom Dorfplatz in der Ortsmitte aus auf einer Strecke von ca. 5 km durch kleine Wälder und offene Parklandschaft rund um das Dorf. Fast steigungslos, eignet er sich besonders auch für Wanderer, die auf Herz und Kreislauf Rücksicht nehmen müssen. Nahe dem Rundwanderweg liegen die Aussichtspunkte "Belz", "Starz", "Schützenhaus" und "Krummer Stein".

## Name
Der mundartliche Name "Däschdersch" entspricht der auf alten Karten zu findenden Bezeichnung "Dersters" und ist sicher annähernd die ursprüngliche Form des Ortsnamens. Erste schriftliche Zeugnisse liegen aus dem 13. Jahrhundert vor. Ein weiteres Synonym zu dem Namen "Dörsdorf", bietet der Neologismus "Durstdorf", der durch die mundartliche Überlieferung des Wortteiles "Dörs" entstand. Der französische Gemeindename Anfang des 19. Jahrhunderts lautete "Derstroff" oder "Dersders".

## Geschichte
Zu vermuten ist jedoch, dass die Anfänge der Siedlung in die keltisch-römische Zeit zurückreichen. Brandgräberfunde in der Deckschicht der "Starz" und der nachgewiesene Standort einer ehemaligen Villa rustica [vgl.: Römerstätten im Saarland] in der Nähe des Dorfes in der Gewanne "Röberwiese" weisen darauf hin, dass in landschaftlich beherrschender Höhenlage und in der Nähe einer Römerstraße sehr früh Siedlungsanfänge bestanden. Alte römische Ackerbauterrassen finden sich auf dem Südostabhang der "Schnau". Bis kurz vor der Französischen Revolution zu Lothringen gehörend, lag Dörsdorf direkt an der Grenze zu Kurtrier. Ab dem 15. Jahrhundert waren die meisten Familien "Leute" der Herrschaft Dillingen/Braubach und danach der Herrschaft Sötern/Dagstuhl. Pfarrlich gehörte Dörsdorf bis 1913 zu Thalexweiler, ab dann zu Steinbach. Es besitzt jedoch seit 1964 eine eigene Filialkirche "Maria Königin".
Das heutige Dörsdorf mit etwa 1200 Einwohnern entstand aus dem Zusammenwachsen des alten Bauerndorfes "Däschdersch", das z. B. um 1740 nur 17 Häuser zählte, und einer ab 1820 entstandenen Ansiedlung vermutlich ehemaliger Beschäftigter der zum Erliegen gekommenen Eisenindustrie des vorderen Hochwaldes, denen die damalige Gemeinde Dörsdorf Gemeindeland am Südosthang der "Starz" als Baugelände zur Verfügung stellte und damit eine neue Heimat ermöglichte. Eine sehr rege Bautätigkeit nach dem Zweiten Weltkrieg verdoppelte zwischen 1945 und 1997 die Einwohnerzahl. Ermöglicht wurde das neben der Schaffung kleinerer Neubaugebiete durch die Erschließung des großen Wohngebietes "Niederwiese" in guter Wohnlage am sonnigen Südhang der "Starz".
Durch die Gebiets- und Verwaltungsreform von 1974 wurde Dörsdorf, bis dahin zum Kreis Ottweiler und dem Amtsbezirk Eppelborn gehörend, Ortsteil der Gemeinde (nun Stadt) Lebach und damit in den Landkreis Saarlouis eingegliedert.